# イベリアポルトガル語
イベリアポルトガル語（イベリアポルトガルご）、ヨーロッパポルトガル語（ヨーロッパポルトガルご）あるいはポルトガル・ポルトガル語（ポルトガル・ポルトガルご）は、ポルトガルで話されているポルトガル語のことである。

## 概説
他の地域のポルトガル語と比べて特に発音や文法において一定の違いが見られる。以前は正書法においてもかなりの違いが見られたが、ポルトガル語圏全体で導入が進んでいる新正書法によりその差はかなり縮まっている（発音そのものの違いの関係上、完全に同一にはならない）。また、発音についてはブラジルと大分異なり、ブラジルポルトガル語のみを学習してきた人は、当初イベリアポルトガル語の聴解にかなりの苦労を来たすほどである。
ポルトガル語の変種としては、この他ブラジルポルトガル語（ブラジルで使用）およびアフリカポルトガル語（アンゴラやモザンビークなど、アフリカの旧ポルトガル植民地諸国で使用）が存在する。アフリカポルトガル語は歴史的事情からイベリアポルトガル語にかなり近く（もちろんアフリカ独自の発展も遂げているが）、またマカオや東ティモールのポルトガル語も、同様の理由でイベリアポルトガル語に近い。しかしながら使用人口においてはブラジルが圧倒的で、また日本はポルトガル語圏の中でもブラジルとのつながりが圧倒的に強いこともあり、イベリアポルトガル語については教材が限られている。
以下、日本で一般的に学習されているブラジルポルトガル語との間での主な差異を紹介する。

## 発音
- アクセントのないaおよびeが曖昧母音に近い発音となる（semana（サマーナ、週、ここでは曖昧母音は便宜上アで表記））
- アクセントのないoは、語末以外でもuと発音する（importante（インプルタンタ、重要な）
- ti, di, 語末のte/deがチやヂとはならない。（Liberdade（リバルダーダ、自由）、tinto（ティントゥ、赤ワイン）
- 音節末のsおよびzが、chあるいはjに近い発音になる（Lisboa（リジュボーア、リスボン）、paz（パシュ、平和）
- ブラジルでは語末にアクセントがあり、sあるいはzで終わる単語の場合、アクセントのあとにiを追加して発音することがあるが、ポルトガルではそういう発音の変化は起こらない。例: dez（ポルトガル: デシュ、ブラジル: デイス、10）

## 正書法
- 新正書法ではブラジルのものとかなり近くなっているが、António / Antônio（アントニオ、人名、左がポルトガル、右がブラジル）など一部の単語では、両国における発音の差を反映したものとなっている。
- 旧正書法では、もはや発音されない子音が伝統的な理由から表記され続けていた。例: acção（行為、ブラジルではação）

## 文法
- 標準の親称2人称はtuであり、vocêは敬称として用いられる傾向にある。当然ながらtuの活用も健在。ただし、複数2人称としてはvósではなくvocêsが標準となっているため、通常はvósを除いた5つの活用形（eu / tu / ele / nós / eles)を覚えておけば十分。
- 現在進行形がestar + 現在分詞ではなく、estar a+動詞の原型となる。例: A Isabel está a cantar.（イザベルが歌っている、ブラジルではA Isabel está cantando.）
- Você（ポルトガルでは敬称: スペイン語のustedに相当）やvocêsが前置詞のあとに来る場合には、siとなる（例: para si。ブラジルでは para você(s)）。また、com você(s)はconsigoとなる。

## 単語
かっこ内にはブラジルで使われる単語を表記。なお、こちらも参照のこと。
- casa de banho（トイレ、banheiro）
- perceber（理解する、entender / compreender）
- comboio（列車、trem）
- pequeno almoço（朝食、café da manhã）
- autocarro（バス、ônibus）